# C-풍부 안정성 요소
C-풍부 안정성 요소(C-豐富安定性要素, 영어: C-rich stability element)는 글로빈 및 기타 여러 사람 단백질의 적절한 합성에 중요한 유전자 서열의 짧은 부분이다.
개별 mRNA의 안정성 차이는 유전자 발현의 전체 수준에 큰 영향을 미칠 수 있다. 진핵생물의 mRNA는 짧게는 몇 분에서 길게는 며칠까지 다양한 반감기를 가질 수 있다.

## 같이 보기
- 글로빈
- mRNA

## 참고 문헌
- J Kong and  S A Liebhaber (2007). “A cell type–restricted mRNA surveillance pathway triggered by ribosome extension into the 3' untranslated region”. 《Nature Structural &#38 Molecular Biology》 14 (7): 670–676. doi:10.1038/nsmb1256. PMID 17572684.